# Bernd Jähne
Bernd Jähne (* 8. Januar 1953 in Pirmasens) ist ein deutscher Physiker, Informatiker und Hochschullehrer.

## Leben
Jähne studierte an der Universität des Saarlandes und der Ruprecht-Karls-Universität Heidelberg Physik und schloss das Studium 1977 mit dem Diplom ab. Darauf promovierte er 1980 an der Ruprecht-Karls-Universität Heidelberg in Physik am Institut für Umweltphysik bei Karl-Otto Münnich mit der Dissertation Zur Parametrisierung des Gasaustausches mit Hilfe von Laborexperimenten. Jähne habilitierte sich dortselbst 1985 in Physik und 1992 in Informatik an der Technischen Universität Hamburg-Harburg.
An der Scripps Institution of Oceanography der University of California, San Diego hatte Jähne von 1988 bis 2003 eine Forschungsprofessur inne und war in den Jahren 1990 bis 1994 mehrfach Gastprofessor am Interdisziplinären Zentrum für wissenschaftliches Rechnen (IWR) der Universität Heidelberg. Im Juni 1994 wurde er an der Universität Heidelberg Professor an der Fakultät für Physik und Astronomie und leitet seitdem die Arbeitsgruppe Digitale Bildverarbeitung am IWR und die Arbeitsgruppe Gasaustausch und Wellen am Institut für Umweltphysik mit dem Heidelberger Aeolotron, einem großen, ringförmigen Wind/Wellen-Kanal.
Im Jahr 2008 gründete Jähne im Rahmen der Exzellenzinitiative das Heidelberg Collaboratory for Image Processing (HCI), ein Industry-on-Campus Projekt der Universität Heidelberg, und war bis 2017 dessen koordinierender Direktor. Von 2008 bis 2016 war er Mitglied des geschäftsführenden Direktoriums des IWR. Von 2015 bis 2024 war Jähne einer der Direktoren der European Machine Vision Association (EMVA) und von 2021 bis 2024 Vizepräsident.
Besondere Verdienste erwarb Jähne sich beim Aufbau der Lehre auf dem Gebiet der Bildverarbeitung. Sein Werk Digitale Bildverarbeitung wurde inzwischen mehrfach neu aufgelegt und erweitert. Im Jahr 1995 gründete er das Heidelberger Bildverarbeitungsforum, eine Initiative für die Weiterbildung und den Informationsaustausch zwischen Forschung und Industrie mit drei Tagesveranstaltungen pro Jahr und 2016 das European Machine Vision Forum. Seit Oktober 2018 ist er Seniorprofessor an der Universität Heidelberg.

## Publikationen

### Autor
- Digitale Bildverarbeitung und Bildgewinnung. Springer Verlag, 8. Auflage 2024, ISBN 978-3-662-59509-1 (erste Auflage unter dem Titel Digitale Bildverarbeitung. 1989, ISBN 3-540-50664-0).
- Digital Image Processing - Concepts, Algorithms, and Scientific Applications. Springer, 6. Auflage 2005, ISBN 3-540-24035-7 (erste Auflage 1991, ISBN 3-540-53782-1; russische Übersetzung 2007, ISBN 978-5-94836-122-2).
- Spatio-Temporal Image Processing, Theory and Scientific Applications. Lecture Notes in Computer Science, Vol. 751, Springer 1993, ISBN 0-387-57418-2.
- mit Robert Massen, Bertram Nickolay und Harald Scharfenberg: Technische Bildverarbeitung – Maschinelles Sehen. Springer Verlag, 1995, ISBN 3-540-58641-5.
- Practical Handbook on Image Processing for Scientific and Technical Applications. 2. Auflage. 2004, CRC, ISBN 0-8493-1900-5 (erste Auflage 1997, ISBN 0-8493-8906-2).

### Mitherausgeber
- mit E. C. Monahan: Air-Water Gas Transfer. AEON, 1995, ISBN 3-9804429-0-X.[8]
- mit P. Geißler, H. Haußecker und F. Hering: Mustererkennung 1996. Springer, 1996, ISBN 3-540-61585-7.
- Handbook of Computer Vision and Applications. mit CD-ROM. 1999, Academic Press, 1999. Volume 1: Sensors and Imaging. ISBN 0-12-379771-3, Volume 2: Signal Processing and Pattern Recognition. ISBN 0-12-379772-1, Volume 3: Systems and Applications. ISBN 0-12-379775-6.
- Computer Vision and Applications - A Guide for Students and Practitioners. Academic Press, 2000, ISBN 81-312-0845-1. (mit Beiträgen von u. a. Rudolf Schwarte und Heinrich Niemann.)
- Complex Motion. Springer, 2004, ISBN 3-540-69864-7.
- Transport at the Air-Sea Interface. Springer, 2007, ISBN 978-3-540-36904-2.
- mit F. A. Hamprecht und C. Schnörr: Pattern Recognition 2007. Springer, 2007, ISBN 978-3-540-74933-2.